# Thomas Aasen Markeng
Thomas Aasen Markeng (* 18. Juni 2000) ist ein ehemaliger norwegischer Skispringer.

## Werdegang
Vom internationalen Debüt zur ersten Medaille auf Juniorenebene
Thomas Aasen Markeng startet für den Lensbygda Sportsklubb. Er debütierte am 11. Juli 2015 in Villach im FIS-Cup, wo er den 59. Platz erreichte. Am 18. August 2017 startete Markeng erstmals von der Skalite-Normalschanze in Szczyrk im Continental Cup. Dabei erreichte er den fünfzehnten Platz, womit er gleichzeitig auch seine ersten Continental-Cup-Punkte holte. Bei den Nordischen Junioren-Skiweltmeisterschaften 2018 in Kandersteg im Februar 2018 belegte Markeng im Einzelwettbewerb den 14. Platz, ehe er gemeinsam mit Fredrik Villumstad, Jesper Ødegaard und Marius Lindvik den dritten Platz und somit die Bronzemedaille im Team gewann.
2018/19 – Als Juniorenweltmeister zur WM in Seefeld
Am 15. Januar 2019 wurde Markeng auf der Granåsen Großschanze in Trondheim norwegischer Juniorenmeister vor Sander Vossan Eriksen und Anders Ladehaug. Bei den norwegischen Meisterschaften belegte er am selben Tag den achten Rang.
Neun Tage später gewann Markeng bei den Nordischen Junioren-Skiweltmeisterschaften 2019 im finnischen Lahti vor Luca Roth und Sergei Tkatschenko die Goldmedaille im Einzel. Gemeinsam mit Fredrik Villumstad, Anders Ladehaug und Sander Vossan Eriksen gewann er im Mannschaftswettbewerb die Silbermedaille, ebenso im Mixed-Mannschaftswettbewerb mit Ingebjørg Saglien Bråten, Fredrik Villumstad und Silje Opseth. Am 9. Februar 2019 erreichte Markeng beim Continental-Cup-Wettbewerb in Iron Mountain überraschend den dritten Platz und damit zum ersten Mal einen Podestplatz im Continental Cup. Am selben Tag gewann der Juniorenweltmeister dann sogar den zweiten Wettkampf auf der Schanze Pine Mountain Jump und holte somit seinen ersten Continental-Cup-Sieg.
Bereits am 15. Februar 2019 gab Markeng beim Mannschaftsspringen von der Mühlenkopfschanze in Willingen sein Debüt im Skisprung-Weltcup, wo er gemeinsam mit Halvor Egner Granerud, Johann André Forfang und Robert Johansson den vierten Rang belegte. Einen Tag später holte Markeng im Rahmen der Willingen Five 2019 mit einem 27. Platz seine ersten Weltcuppunkte. Am 18. Februar 2019 gab der Norwegische Skiverband bekannt, dass Markeng im fünfköpfigen Aufgebot für die Nordische Skiweltmeisterschaften 2019 in Seefeld stünde. Bei den Wettkämpfen von der Großschanze wurde Markeng allerdings nicht eingesetzt, doch wurde er aufgrund seiner konstant guten Leistungen bei den vier Trainingsdurchgängen von der Normalschanze vom norwegischen Cheftrainer Alexander Stöckl für den Einzelwettbewerb von der Toni-Seelos-Olympiaschanze nominiert. Nachdem er nach dem ersten Durchgang gemeinsam mit Andreas Stjernen auf dem siebten Platz rangierte, sprang Markeng im zweiten Durchgang nur noch auf 95,0 Meter und landete schließlich als zweitbester Norweger nach Robert Johansson auf dem 20. Platz.  In den darauffolgenden Tagen stand die Wettkampfleitung in der Kritik, sodass beispielhaft der sportliche Leiter der deutschen Mannschaft Horst Hüttel bemängelte, dass die Jury nicht aufgrund des dichten Schneefalls eingegriffen habe: „Der zweite Durchgang war komplett irregulär. Wenn das nicht irregulär ist, dann verstehe ich die Welt nicht mehr. Dafür gibt es ein Wettkampf-Management. Die haben kläglich versagt.“ Die Saison schloss Markeng Ende März mit dem Gewinn des Meistertitels vom Midtstubakken in Oslo ab.
2019/20 Ein Kreuzbandriss beendete die Saison vorzeitig
Im Sommer 2019 gab Markeng sein Debüt im Grand Prix, bei dem er erstmals Ende September in Hinzenbach in die Punkteränge springen konnte. Zuvor belegte er in Zakopane von der Wielka Krokiew gemeinsam mit Halvor Egner Granerud, Marius Lindvik und Johann André Forfang den dritten Rang im Teamspringen. Auch zum Winterauftakt in Wisła erreichte Markeng zusammen mit Daniel-André Tande, Marius Lindvik und Robert Johansson als Zweiter erstmals das Podest im Weltcup. Bei der zweiten Station in Ruka wurde Markeng Zehnter, womit er zum ersten Mal zu den besten Zehn im Weltcup gehörte. Beim Weltcup-Springen in Klingenthal stürzte Markeng schwer. Nach einer MRT-Untersuchung wurde ein Kreuzband- sowie ein Meniskusriss diagnostiziert, womit er für etwa ein Jahr auszufallen drohte. Der Norweger musste die Saison mit bis dahin starken 80 Punkten daher vorzeitig beenden. Nach einer fast neunmonatigen Pause nahm Markeng Mitte September 2020 das Training auf dem Lysgårdsbakken wieder auf, legte allerdings kurz darauf eine weitere Pause ein. Anfang Januar 2021 absolvierte Markeng im Rahmen des nationalen Norges Cup in Vikersund seine ersten Wettkampfsprünge, bei denen er auf Anhieb Topweiten erzielte und den Wettbewerb gewann. Daraufhin wurde er in den sechsköpfigen norwegischen Weltcup-Kader für das Wettkampfwochenende in Zakopane berufen, wo er schließlich den 34. Platz belegte. Eine Woche später sprang er in Lahti auf den 19. Platz und gewann so seine ersten Weltcup-Punkte der Saison. Aufgrund einer Knieschwellung legte er am letzten Januarwochenende eine Wettkampfpause ein, ehe er in Klingenthal und Zakopane erneut im Weltcup auftrat, jedoch nur einmal die Punkteränge erreichte. Markeng schloss die Saison mit 15 Punkten auf dem 60. Platz der Gesamtweltcupwertung ab. Im August 2021 wurde bei Markeng eine Zyste im linken Knie entdeckt, die operativ entfernt werden muss. Der Norweger gab daraufhin an, die Saison 2021/22 zu verpassen. Seither hat er an keinen internationalen Wettbewerben mehr teilgenommen.

## Persönliches
Sein jüngerer Bruder Simen Aasen Markeng (* 2002) war ebenfalls Skispringer.

## Erfolge

### Continental-Cup-Siege im Einzel
| Nr. | Datum           | Ort           | Typ         |
| --- | --------------- | ------------- | ----------- |
| 1.  | 9. Februar 2019 | Iron Mountain | Großschanze |

## Statistik

### Weltcup-Platzierungen
| Saison  | Platz | Punkte |
| ------- | ----- | ------ |
| 2018/19 | 067.  | 004    |
| 2019/20 | 036.  | 080    |
| 2020/21 | 060.  | 015    |

### Grand-Prix-Platzierungen
| Saison | Platz | Punkte |
| ------ | ----- | ------ |
| 2019   | 050.  | 024    |

### Continental-Cup-Platzierungen
| Saison  | Sommer | Sommer | Winter | Winter | Gesamt | Gesamt |
| Saison  | Platz  | Punkte | Platz  | Punkte | Platz  | Punkte |
| ------- | ------ | ------ | ------ | ------ | ------ | ------ |
| 2017/18 | 038.   | 064    | 106.   | 008    | 077.   | 072    |
| 2018/19 | 026.   | 107    | 024.   | 293    | 023.   | 400    |